# Campeonato Argentino de Patinação Artística no Gelo
O Campeonato Argentino de Patinação Artística no Gelo é uma competição nacional anual de patinação artística no gelo da Argentina.
A competição determina os campeões nacionais e os representantes da Argentina em competições internacionais como Campeonato Mundial, Campeonato Mundial Júnior, Campeonato dos Quatro Continentes e os Jogos Olímpicos de Inverno.

## Edições
| Ano (Edição) | Cidade sede  | Sênior | Sênior | J | Nov. | Nov. | Ref         |
| Ano (Edição) | Cidade sede  | M      | F      | F | M    | F    | Ref         |
| ------------ | ------------ | ------ | ------ | - | ---- | ---- | ----------- |
| 2013         | Buenos Aires | –      | –      | • | –    | •    | [ 1 ] [ 2 ] |
| 2014         | Buenos Aires | –      | –      | • | –    | •    | [ 3 ] [ 4 ] |
| 2015         | Buenos Aires | •      | •      | • | –    | •    | [ 5 ] [ 6 ] |
| 2016         | Buenos Aires | –      | •      | • | •    | •    | [ 7 ] [ 8 ] |

## Lista de medalhistas

### Sênior

#### Individual masculino
| Evento                       | Ouro                                      | Prata                                     | Bronze                                    |
| Buenos Aires 2015 (detalhes) | Denis Margalik                            | nenhum outro competidor                   | nenhum outro competidor                   |
| 2016                         | Não houve disputa do individual masculino | Não houve disputa do individual masculino | Não houve disputa do individual masculino |

#### Individual feminino
| Evento                               | Ouro            | Prata                     | Bronze                    |
| Buenos Aires 2015 (detalhes)         | Anhelina Bosko  | Maria Andrea An           | nenhuma outra competidora |
| Buenos Aires 2016 (20–24) (detalhes) | Maria Andrea An | nenhuma outra competidora | nenhuma outra competidora |
| Buenos Aires 2016 (14–19) (detalhes) | Anhelina Bosko  | nenhuma outra competidora | nenhuma outra competidora |

### Júnior

#### Individual feminino júnior
| Evento                               | Ouro              | Prata                     | Bronze                    |
| Buenos Aires 2013 (detalhes)         | Anhelina Bosko    | nenhuma outra competidora | nenhuma outra competidora |
| Buenos Aires 2014 (detalhes)         | Anhelina Bosko    | Ivana Fovino              | Maria Andrea An           |
| Buenos Aires 2015 (detalhes)         | Florencia Lin     | Ivana Fovino              | nenhuma outra competidora |
| Buenos Aires 2016 (20–24) (detalhes) | Cecilia Schinocca | nenhuma outra competidora | nenhuma outra competidora |
| Buenos Aires 2016 (14–19) (detalhes) | Florencia Lin     | nenhuma outra competidora | nenhuma outra competidora |

### Noviço

#### Individual masculino noviço
| Evento                       | Ouro           | Prata                   | Bronze                  |
| Buenos Aires 2016 (detalhes) | Mauro Calcagno | nenhum outro competidor | nenhum outro competidor |

#### Individual feminino noviço
| Evento                       | Ouro                       | Prata                     | Bronze                    |
| Buenos Aires 2013 (detalhes) | Florencia Lin              | nenhuma outra competidora | nenhuma outra competidora |
| Buenos Aires 2014 (detalhes) | Maia Romig                 | nenhuma outra competidora | nenhuma outra competidora |
| Buenos Aires 2015 (detalhes) | Julieta Belen Gonzalez Uez | nenhuma outra competidora | nenhuma outra competidora |
| Buenos Aires 2016 (detalhes) | Nicole Mottchouk           | nenhuma outra competidora | nenhuma outra competidora |